# La Carroja
|  | Per a altres significats, vegeu «Carroja». |

La Carroja és un poble valencià, que forma part del municipi de la Vall de Gallinera. Va formar part del ducat de Gandia.

## Història
Se cita en textos antics amb diferents variants ortogràfiques com Rachalosa, Caroja, Queroja, Carrocha o Carrosa. Com la major part dels pobles de la Vall apareix documentada per primera vegada en el cens de 1369. L'origen de l'etimologia es desconeix i s'haurà de buscar fora de l'àrab. L'antic Camí Reial creua la Carroja tangencialment. El llogaret està compost únicament per dos carrers, el de la Carretera i el més llarg, el de l'Església. Al recorre'ls ens trobarem amb la Font de Baix, que es feia servir de llavador, i la seua església dedicada a Sant Francesc de Borja, el patró del poble.
El 1602 tenia 33 focs, habitats per moriscs.